# Zapole (fortyfikacja)
Zapole (terminologia forteczna) – przestrzeń na zapleczu pierścienia fortów lub pojedynczego fortu, rozciągająca się ku wewnętrznym terenom twierdzy.